# Ruhrstahl X-4

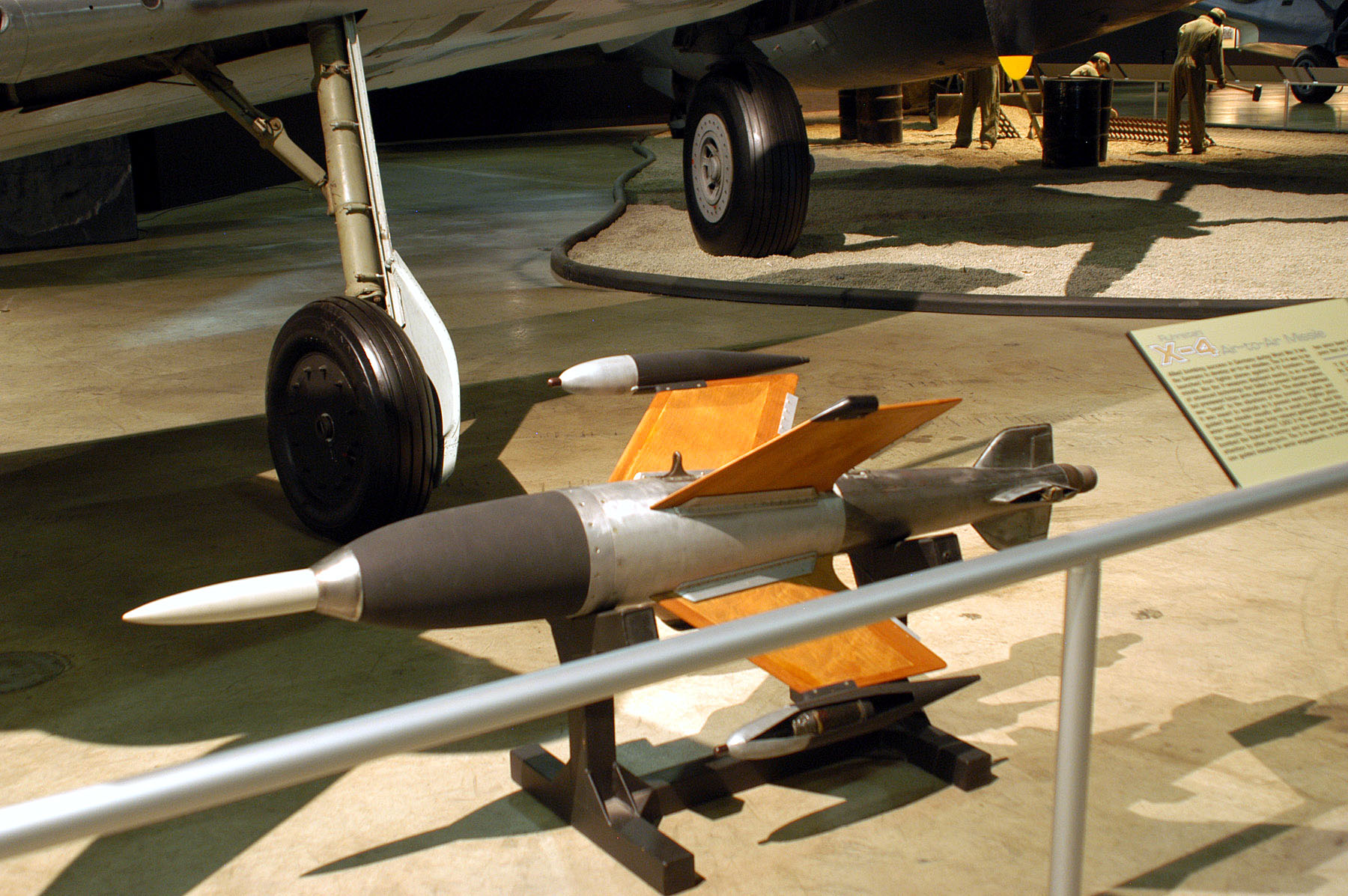
Ракета Ruhrstahl X-4, экспонируемая в Национальном музее ВВС в США

Ruhrstahl X-4 (Руршталь икс-4), известна также как «Крамер X-4» или «РК 344 Рур Шталь-Крамер» — ракета класса воздух-воздух, созданная во время Второй мировой войны в нацистской Германии инженером Максом Крамером, работавшим на «Рур Шталь АГ».
Конструкция ракеты развивалась в период с начала 1943 года и до конца войны.
Прежде чем приступить к разработке управляемой ракеты класса «воздух-воздух», доктор-инженер Крамер несколько лет работал над созданием аппаратуры для управления бомбовым вооружением во время фазы планирования бомбы на цель.
После этого у него родилась идея создать управляемые ракеты для поражения бомбардировщиков союзников. Идея воплотилась в ракете X-4.

## Конструкция
Корпус ракеты сигарообразный, с четырьмя небольшими крестообразными рулями в хвостовой части и четырьмя большими крыльями. Корпус ракеты выполнен из алюминиевых сплавов, аэродинамические поверхности — из бакелитовой фанеры.
Сама ракета была сконструирована таким образом, чтобы её сборку могли производить низкоквалифицированные рабочие.
Жидкостный реактивный двигатель (ЖРД) BMW-Flugmotorenbau 109—548, обеспечивал ракете скорость полёта порядка 900 км/ч (по другим данным 1100 км/ч) и был разработан группой ЖРД в Мюнхене под руководством Зборовского (H. Zborovwski).
Первоначально в качестве компонентов топлива использовались окислитель S-Stoff (96 % азотная кислота) и топливо R-Stoff (смесь 43 % триэтиламина и 57 % ксилидинов (весовое), в некоторых источниках — «Тонка-250», 50-52 % триэтиламина и 48-50 % ксилидинов (объёмное)), которое обеспечивало тягу ракетного двигателя в 130 кг, импульс 1350 кгс и время работы 20 секунд.
Впоследствии, из-за сложностей с хранением азотной кислоты, проблем с управлением и стабилизацией ракеты на фазе полёта было решено использовать твёрдое ракетное топливо. Вильгельм Шмиддинг-младший из Боденбаха разработал твердотопливный ракетный двигатель 109—603, с литой шашкой из дигликолевого пороха, позволявшего ракете в течение 8 секунд полёта развивать тягу в 150 кг и импульс в 1200 кгс.
Команды управления ракетой X-4 передавались по двум тонким медным проводам, которые перед стартом были намотаны на бобины (дистанционное управление по проводам), расположенные на концах крыльев. Боевая часть ракеты оснащалась неконтактным акустическим доплеровским взрывателем Kranich, выдававшим команду на подрыв осколочной боевой части ракеты. Масса осколочно-фугасной боевой части — 20 кг, радиус поражения — 8 (?) метров (аналогичной конструкцией обладала и разрабатывавшаяся с 1944 года противотанковая ракета Руршталь X-7).

## Испытания и боевое применение
Первый испытательный пуск ракеты X-4 был произведён 11 августа 1944 года с истребителя Фокке-Вульф Fw 190. Позднее для испытаний использовались бомбардировщик Ju-88 и реактивный истребитель Ме-262. 

При разработке планировалось оснащать ракетой одноместные истребители, однако на практике выяснилось, что пилотам трудно управлять одновременно самолётом и наведением ракеты на цель. Кроме того, были и иные конструктивные проблемы, что привело, в конечном итоге, к выводу о том, что X-4 надо запускать с многоместных самолётов, например, с бомбардировщика Юнкерса Ju-88.
К началу 1945 года на одном из заводов в Рурштале было собрано более 1000 единиц изделия X-4. 6 февраля 1945 года в результате бомбардировочного налёта противника на Старгардский завод BMW по производству ракетных двигателей, был уничтожен сам завод и РД ко всем 1300 ракетам, уже ожидавшие отправки для снаряжения ракет. С учётом ранее доставленных двигателей было собрано и испытано 255 предсерийных моделей.
Нельзя исключить, что некоторые ракеты X-4 могли быть использованы в конечные недели Второй мировой войны, хотя ракета не была поставлена в боевые части люфтваффе. 
После войны французские инженеры пытались разработать свой вариант ракеты X-4 под обозначением АА.10. С 1947 по 1950 годы была изготовлена партия из 200 ракет. Однако французская программа была закрыта из-за сложностей обеспечения безопасности при заправке ракеты (соединение азотной кислоты и «тонка-250» взрывоопасно).

## Технические характеристики
- Назначение: ракета «воздух-воздух» малой дальности
- Длина ракеты: 2,01 метра
- Диаметр корпуса: 0,22 метра
- Размах крыльев: 0,726 метра
- Снаряжённая масса: 60 кг
- Силовая установка: ЖРД BMW 109—448 (или 109-548)
  - Тяга — 16 кН
  - Время работы — 20 (33) секунды
- Скорость в полёте: 893 км/час
- Боевая часть: осколочно-фугасная, неконтактного подрыва
  - Масса БЧ: 20 кг (30 % от стартовой массы ракеты)
- Дальность действия: 3200 м (длина провода 4,5 км)
- Система наведения: FuG 510/238, ручная командная с визуальным сопровождением, по проводам
  - передатчик — «Дюссельдорф» (нем. Düsseldorf)
  - приёмник — «Детмольд» (нем. Detmold)
- Взрыватель: Kranich, акустический доплеровский

## Сравнение с аналогами
| Параметр              | Ruhrstahl X-4                                         | Artemis                                       | Hughes JB-3 Tiamat               | Martin Gorgon IIA                                           |
| --------------------- | ----------------------------------------------------- | --------------------------------------------- | -------------------------------- | ----------------------------------------------------------- |
| Страна:               | Нацистская Германия                                   | Великобритания                                | США                              | США                                                         |
| Снаряжённая масса:    | 60 кг                                                 | 37 кг                                         | 281 кг                           | 440 кг                                                      |
| Дальность:            | 3200 м                                                | 2800 м                                        | 10000-15000 м                    | 16000-20000 м                                               |
| Наведение:            | Радиокомандное ручное, визуальное отслеживание ракеты | Автоматическое, полуактивное радиолокационное | Автоматическое, «осёдланный луч» | Радиокомандное ручное, телевизионное через камеру на ракете |
| Статус на 09.05.1945: | В производстве                                        | Рабочие чертежи                               | Подготовка к испытаниям          | Испытания                                                   |

На момент окончания Второй мировой войны, Ruhrstahl X-4  была единственной УРВВ (управляемой ракетой типа "воздух-воздух"), находящейся в серийном производстве. В то же время, из всех аналогичных проектов она была наиболее примитивной по концепции, и, вероятно, - практически бесполезной для применения в воздушном бою из-за крайней сложности ручного наведения визуально отслеживаемой ракеты на самолет противника. После окончания Второй мировой войны ручное радиокомандное наведение с визуальным отслеживанием для УРВВ было повсеместно признано тупиковым, и в дальнейшем не применялось.